# فراشة نطاطة منتشرة الجناح
الفراشات النطاطة المنتشرة الجناح أو تحت فصيلة القافزات بيرجيني (الاسم العلمي: Pyrginae)، هي فُصيلة حشرات فراشية من فصيلة الفراشات النطاطة. أنواعها أكثر من 1000 نوع.